# Tuzla (ö)
Tuzla (ryska och ukrainska: Тузла;  krimtatariska: Tuzla) är en ö i Kertjsundet mellan Kertjhalvön på Krim och Tamanhalvön i Krasnodar kraj på det ryska fastlandet och delar av Svarta havet från Azovsjön. Ön har cirka 50 invånare och administrativt är ön underlagt Kertj. 
Tuzla är 3,5 km² stor med en längd på ca 3,5 km och en bredd på 0,5 km. Den är de jure en del av Autonoma republiken Krim inom Ukraina, men detta bestreds dock av Ryssland som gjorde territoriellt anspråk redan före den ryska ockupationen av Krim 2014, då Tuzla de facto blev en del av Republiken Krim i den Ryska federationen.
Tuzla skapades under en kraftig storm 1925 då Tamanhalvön utsattes för kraftig erosion. 7 januari 1941 blev ön administrativt en del av Krim oblast, som 19 februari 1954 blev överfört från Ryska SFSR till Ukrainska SSR.

## Den fasta förbindelsen över Kertjsundet

Den 19 km långa fasta förbindelsen som byggdes över Kertjsundet 2016-2018, öppnade 2018 som vägbro och 2019 som järnvägsbro.

Moskvas borgmästare, Jurij Luzjkov propagerade för att en fast förbindelse skulle byggas över Kertjsundet. Ryssland började i slutet av september 2003 att bygga en 3,8 km lång sandvall, som sedan dess har varit orsak till en tvist mellan Ryssland och Ukraina. Den långa vallen genom Kertjsundet är byggd helt på ryskt territorium men slutar bara några hundra meter från Tuzla som folkrättsligt är erkänt som ukrainskt territorium.
Planen på en fast förbindelse lades på is efter uppmaningar från både Rysslands president Vladimir Putin och premiärminister Michail Kasianov och 2003 stoppades bygget på obestämd tid av de lokala myndigheterna som ansvarar för sandvallen på grund av konflikten mellan Ryssland och Ukraina Tuzla. Dessutom skulle områdets geologiska egenskaper göra ett sådant bygge för dyrt.
När Ryssland under 2014 tog kontroll över Krim var den enda förbindelsen 
mellan Krim och Ryssland, bortsett från flyg, en färjeförbindelse över Kertjsundet. Detta aktualiserade på nytt det ryska behovet av en fast förbindelse. Den nu färdigbyggda förbindelsen har en total längd på 18,1 km.
Rysslands regering gav i januari 2015 bolaget Strojgazmontazj (SGM) i uppdrag att bygga en fast förbindelse som blev klar för biltrafik 2018 och helt klar 2019. Strojgazmontazj ägs till 51 procent av Boris och Arkadij Rotenberg, som var bland de första personerna i Ryssland som väst riktade sanktioner mot i samband med Krimkrisen.

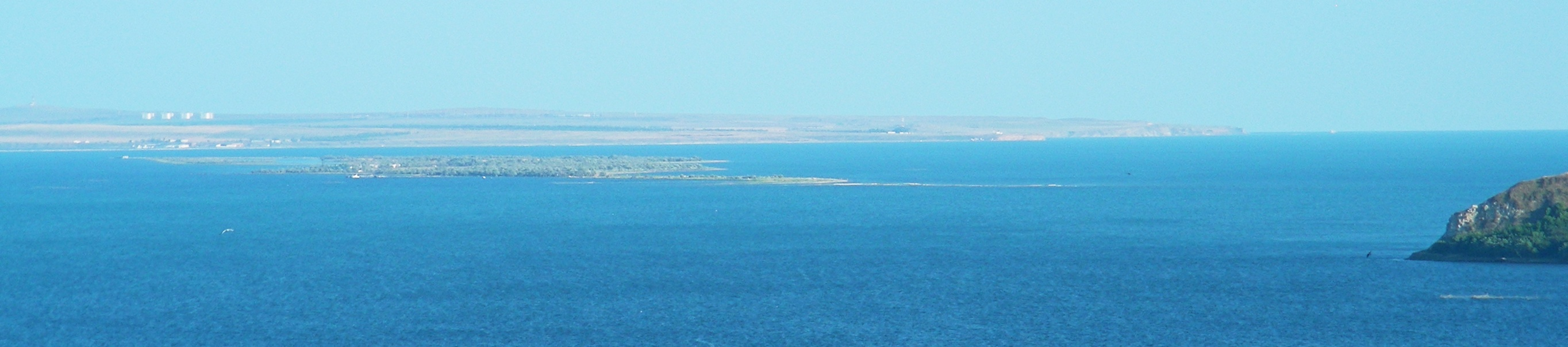
Tuzla i Kertjsundet sett från Krimsidan.